# Superliga Brasileira de Voleibol Feminino de 2023–24 - Série A
A Superliga Brasileira de Voleibol Feminino de 2023–24 - Série A, oficialmente Superliga Bet7K de 2023–24 por questões de patrocínio,  foi a 29.ª edição desta competição organizada pela Confederação Brasileira de Voleibol através da Unidade de Competições Nacionais. Também é a 45.ª edição do Campeonato Brasileiro de Voleibol Feminino, a principal competição entre clubes de voleibol feminino do Brasil. Participaram do torneio doze equipes provenientes de cinco estados brasileiros (São Paulo, Rio de Janeiro, Minas Gerais, Paraná e Santa Catarina) e do Distrito Federal.

## Regulamento
A fase classificatória da competição foi disputada por doze equipes em dois turnos. Em cada turno, todos os times jogaram entre si uma única vez. Os jogos do segundo turno foram realizados na mesma ordem do primeiro, apenas com o mando de quadra invertido.
Os oito clubes primeiros colocados se classificaram para os play-offs. Nesta fase, a vitória por 3-0 ou 3-1 garantiu três pontos para o ganhador e nenhum ponto para o perdedor. Já com o placar de 3-2, o ganhador da partida somou dois pontos e o perdedor um. Os dois últimos colocados foram rebaixados para a Série B 2025.
Na seguinte ordem foram os critérios de desempate: número de vitórias, sets average, pontos average; confronto direto (no caso de empate entre duas equipes) e por último sorteio. Os play-offs foram divididos em três fases: quartas de final, semifinais e final.
Nas quartas de final houve um cruzamento entre as equipes com os melhores índices técnicos seguindo a lógica: 1ª x 8ª (A); 2ª x 7ª(B); 3ª x 6ª(C) e 4ª x 5ª(D). Estas jogaram partidas em melhor de 3 (jogos), sendo um mando de campo para cada e o jogo de desempate, caso necessário, no ginásio da equipe com o melhor índice técnico da fase classificatória.
As semifinais foram disputadas pelas equipes que passaram das quartas de final, seguindo a lógica: vencedora do duelo A x vencedora do duelo D; vencedora do duelo B x vencedora do duelo C. Estas jogaram novamente partidas em melhor de 3 (jogos), sendo um mando de campo para cada e o jogo de desempate, caso necessário, no ginásio da equipe com o melhor índice técnico da fase classificatória.
Nas quartas de final e semifinais, o primeiro jogo da série é na casa com pior índice técnico da fase classificatória. A terceira e a quarta colocações serão definidas pelo melhor índice técnico da fase classificatória.
Os sets do torneio são disputados até 25 pontos com a diferença mínima de dois pontos (com exceção do quinto set, cujo vencedor é a equipe que faz 15 pontos com pelo menos dois de diferença).

## Equipes participantes
Doze equipes participam da Superliga Feminina de 2023/24. São elas:
| Equipe                     | Cidade             | Pos. temporada 2022/23 | Ginásio                          | Capacidade | Títulos | Sesi/Bauru São Caetano Brasília Vôlei Minas Pinheiros Bluvôlei Barueri Maringá Praia Clube Osasco Rio de Janeiro: Sesc RJ Flamengo FluminenseSuperliga Brasileira de Voleibol Feminino de 2023–24 - Série A (Brasil) |
| -------------------------- | ------------------ | ---------------------- | -------------------------------- | ---------- | ------- | --- |
| Barueri                    | Barueri            | 7º (A)                 | José Corrêa                      | 5 000      | 0       | Sesi/Bauru São Caetano Brasília Vôlei Minas Pinheiros Bluvôlei Barueri Maringá Praia Clube Osasco Rio de Janeiro: Sesc RJ Flamengo FluminenseSuperliga Brasileira de Voleibol Feminino de 2023–24 - Série A (Brasil) |
| Brasília Vôlei             | Brasília           | 9º (A)                 | Sesi Taguatinga                  | 11 000     | 0       | Sesi/Bauru São Caetano Brasília Vôlei Minas Pinheiros Bluvôlei Barueri Maringá Praia Clube Osasco Rio de Janeiro: Sesc RJ Flamengo FluminenseSuperliga Brasileira de Voleibol Feminino de 2023–24 - Série A (Brasil) |
| Bluvôlei/Furb/SME          | Blumenau           | 1º (B)                 | Ginásio Galegão                  | 3 000      | 0       | Sesi/Bauru São Caetano Brasília Vôlei Minas Pinheiros Bluvôlei Barueri Maringá Praia Clube Osasco Rio de Janeiro: Sesc RJ Flamengo FluminenseSuperliga Brasileira de Voleibol Feminino de 2023–24 - Série A (Brasil) |
| Fluminense                 | Rio de Janeiro     | 6º (A)                 | Ginásio da Hebraica              | 1 000      | 2       | Sesi/Bauru São Caetano Brasília Vôlei Minas Pinheiros Bluvôlei Barueri Maringá Praia Clube Osasco Rio de Janeiro: Sesc RJ Flamengo FluminenseSuperliga Brasileira de Voleibol Feminino de 2023–24 - Série A (Brasil) |
| Unilife Maringá            | Maringá            | 10º (A)                | Ginásio Chico Neto               | 4 800      | 0       | Sesi/Bauru São Caetano Brasília Vôlei Minas Pinheiros Bluvôlei Barueri Maringá Praia Clube Osasco Rio de Janeiro: Sesc RJ Flamengo FluminenseSuperliga Brasileira de Voleibol Feminino de 2023–24 - Série A (Brasil) |
| Gerdau/Minas               | Belo Horizonte     | 1º (A)                 | Arena UniBH                      | 3 650      | 5       | Sesi/Bauru São Caetano Brasília Vôlei Minas Pinheiros Bluvôlei Barueri Maringá Praia Clube Osasco Rio de Janeiro: Sesc RJ Flamengo FluminenseSuperliga Brasileira de Voleibol Feminino de 2023–24 - Série A (Brasil) |
| Osasco São Cristóvão Saúde | Osasco             | 5º (A)                 | José Liberatti                   | 4 500      | 5       | Sesi/Bauru São Caetano Brasília Vôlei Minas Pinheiros Bluvôlei Barueri Maringá Praia Clube Osasco Rio de Janeiro: Sesc RJ Flamengo FluminenseSuperliga Brasileira de Voleibol Feminino de 2023–24 - Série A (Brasil) |
| Pinheiros                  | São Paulo          | 8º (A)                 | Henrique Villaboim               | 1 100      | 0       | Sesi/Bauru São Caetano Brasília Vôlei Minas Pinheiros Bluvôlei Barueri Maringá Praia Clube Osasco Rio de Janeiro: Sesc RJ Flamengo FluminenseSuperliga Brasileira de Voleibol Feminino de 2023–24 - Série A (Brasil) |
| Dentil Praia Clube         | Uberlândia         | 2º (A)                 | Arena Praia                      | 3 000      | 2       | Sesi/Bauru São Caetano Brasília Vôlei Minas Pinheiros Bluvôlei Barueri Maringá Praia Clube Osasco Rio de Janeiro: Sesc RJ Flamengo FluminenseSuperliga Brasileira de Voleibol Feminino de 2023–24 - Série A (Brasil) |
| Sesc RJ/Flamengo           | Rio de Janeiro     | 4º (A)                 | Ginásio Hélio Maurício           | 1.000      | 12      | Sesi/Bauru São Caetano Brasília Vôlei Minas Pinheiros Bluvôlei Barueri Maringá Praia Clube Osasco Rio de Janeiro: Sesc RJ Flamengo FluminenseSuperliga Brasileira de Voleibol Feminino de 2023–24 - Série A (Brasil) |
| Sesi/Vôlei Bauru           | Bauru              | 3º (A)                 | Panela de Pressão                | 2 000      | 0       | Sesi/Bauru São Caetano Brasília Vôlei Minas Pinheiros Bluvôlei Barueri Maringá Praia Clube Osasco Rio de Janeiro: Sesc RJ Flamengo FluminenseSuperliga Brasileira de Voleibol Feminino de 2023–24 - Série A (Brasil) |
| São Caetano                | São Caetano do Sul | 1º (B)                 | Vereador Pedro Ezequiel da Silva | 3 500      | 1       | Sesi/Bauru São Caetano Brasília Vôlei Minas Pinheiros Bluvôlei Barueri Maringá Praia Clube Osasco Rio de Janeiro: Sesc RJ Flamengo FluminenseSuperliga Brasileira de Voleibol Feminino de 2023–24 - Série A (Brasil) |

## Classificação
- Vitória por 3 sets a 0 ou 3 a 1: 3 pontos para o vencedor;
- Vitória por 3 sets a 2: 2 pontos para o vencedor e 1 ponto para o perdedor.
- Não comparecimento, a equipe perde 2 pontos.
- Em caso de igualdade por pontos, os seguintes critérios servem como desempate: número de vitórias, razão de sets e razão de ralis.

|  |                                                       |
|  | (Q) - Equipes classificadas às quartas-de-final.      |
|  | Equipes eliminadas e mantidas para a Série A 2024–25. |
|  | (R) - Equipes rebaixadas para a Série B 2025.         |

|     |                            |     | Jogos | Jogos | Jogos | Resultados | Resultados | Resultados | Resultados | Resultados | Resultados | Sets | Sets | Sets  | Pontos | Pontos | Pontos |
| Pos | Equipe                     | Pts | T     | V     | D     | 3–0        | 3–1        | 3–2        | 2–3        | 1–3        | 0–3        | V    | P    | R     | V      | P      | R      |
| --- | -------------------------- | --- | ----- | ----- | ----- | ---------- | ---------- | ---------- | ---------- | ---------- | ---------- | ---- | ---- | ----- | ------ | ------ | ------ |
| 1   | Sesc RJ/Flamengo           | 61  | 22    | 20    | 2     | 12         | 7          | 1          | 2          | 0          | 0          | 64   | 15   | 4.267 | 1875   | 1505   | 1.246  |
| 2   | Osasco São Cristóvão Saúde | 51  | 22    | 18    | 4     | 9          | 6          | 3          | 0          | 4          | 0          | 58   | 24   | 2.417 | 1896   | 1700   | 1.115  |
| 3   | Gerdau Minas               | 48  | 22    | 15    | 7     | 7          | 6          | 2          | 5          | 2          | 0          | 57   | 31   | 1.839 | 1992   | 1840   | 1.083  |
| 4   | Dentil Praia Clube         | 45  | 22    | 16    | 6     | 8          | 4          | 4          | 1          | 1          | 4          | 51   | 30   | 1.700 | 1880   | 1679   | 1.120  |
| 5   | Sesi/Vôlei Bauru           | 37  | 22    | 12    | 10    | 7          | 5          | 0          | 1          | 4          | 5          | 42   | 35   | 1.200 | 1724   | 1673   | 1.030  |
| 6   | Fluminense                 | 34  | 22    | 13    | 9     | 5          | 3          | 5          | 0          | 8          | 1          | 47   | 40   | 1.175 | 1940   | 1914   | 1.014  |
| 7   | EC Pinheiros               | 26  | 22    | 10    | 12    | 4          | 1          | 5          | 1          | 3          | 8          | 35   | 47   | 0.745 | 1737   | 1847   | 0.940  |
| 8   | Barueri VC                 | 26  | 22    | 8     | 14    | 4          | 2          | 2          | 4          | 2          | 8          | 34   | 48   | 0.708 | 1714   | 1827   | 0.938  |
| 9   | Unilife Maringá            | 25  | 22    | 8     | 14    | 4          | 3          | 1          | 2          | 4          | 8          | 32   | 47   | 0.681 | 1724   | 1803   | 0.956  |
| 10  | Brasília Vôlei             | 23  | 22    | 6     | 16    | 3          | 2          | 1          | 6          | 5          | 5          | 35   | 52   | 0.673 | 1889   | 1918   | 0.985  |
| 11  | Bluvôlei/Furb/SME          | 20  | 22    | 6     | 16    | 1          | 3          | 2          | 4          | 5          | 7          | 31   | 55   | 0.564 | 1801   | 1956   | 0.921} |
| 12  | AA São Caetano             | 0   | 22    | 0     | 22    | 0          | 0          | 0          | 0          | 4          | 18         | 4    | 66   | 0.061 | 1229   | 1739   | 0.707  |

- Atualizado até 22 de março de 2024

### Turno
- Local: Os times que estão ao lado esquerdo da tabela jogam em casa.

#### 1ª Rodada
| Data       | Hora  |                    | Placar |                            | Set 1 | Set 2 | Set 3 | Set 4 | Set 5 | Total   | Relatório |
| ---------- | ----- | ------------------ | ------ | -------------------------- | ----- | ----- | ----- | ----- | ----- | ------- | --------- |
| 07/11/2023 | 18:30 | Dentil Praia Clube | 3–0    | São Caetano                | 25–19 | 25–17 | 25–19 |       |       | 75–55   | Relatório |
| 07/11/2023 | 21:00 | Pinheiros          | 3–2    | Sesi/Vôlei Bauru           | 27–25 | 20–25 | 21–25 | 25–19 | 16–14 | 109–108 | Relatório |
| 09/11/2023 | 17:00 | Brasília Vôlei     | 0–3    | Osasco São Cristóvão Saúde | 21–25 | 22–25 | 20–25 |       |       | 63–75   | Relatório |
| 09/11/2023 | 19:00 | Gerdau Minas       | 3–1    | Bluvôlei                   | 12–25 | 25–17 | 25–23 | 25–20 |       | 87–85   | Relatório |
| 11/11/2023 | 18:00 | Barueri            | 0–3    | Fluminense                 | 23–25 | 23–25 | 19–25 |       |       | 65–75   | Relatório |
| 04/12/2023 | 21:00 | Sesc RJ/Flamengo   | 3–0    | Unilife Maringá            | 25–17 | 25–16 | 25–12 |       |       | 75–45   | Relatório |

#### 2ª rodada
| Data       | Hora  |                            | Placar |                  | Set 1 | Set 2 | Set 3 | Set 4 | Set 5 | Total  | Relatório |
| ---------- | ----- | -------------------------- | ------ | ---------------- | ----- | ----- | ----- | ----- | ----- | ------ | --------- |
| 14/11/2023 | 18:30 | Dentil Praia Clube         | 3–0    | Bluvôlei         | 25–22 | 25–20 | 25–14 |       |       | 75–56  | Relatório |
| 14/11/2023 | 18:30 | Gerdau Minas               | 3–0    | Brasília Vôlei   | 25–23 | 25–23 | 25–23 |       |       | 75–69  | Relatório |
| 14/11/2023 | 21:00 | Fluminense                 | 3–0    | Pinheiros        | 25–22 | 25–18 | 25–18 |       |       | 75–58  | Relatório |
| 15/11/2023 | 18:30 | Osasco São Cristóvão Saúde | 1–3    | Unilife Maringá  | 21–25 | 20–25 | 25–21 | 19–25 |       | 85–96  | Relatório |
| 15/11/2023 | 21:00 | Sesc RJ/Flamengo           | 3–2    | Barueri          | 25–15 | 21–25 | 25–17 | 17–25 | 15–9  | 103–91 | Relatório |
| 16/11/2023 | 20:00 | São Caetano                | 0–3    | Sesi/Vôlei Bauru | 21–25 | 21–25 | 16–25 |       |       | 58–75  | Relatório |

#### 3ª rodada
| Data       | Hora  |                    | Placar |                            | Set 1 | Set 2 | Set 3 | Set 4 | Set 5 | Total | Relatório |
| ---------- | ----- | ------------------ | ------ | -------------------------- | ----- | ----- | ----- | ----- | ----- | ----- | --------- |
| 04/11/2023 | 19:30 | Bluvôlei           | 3–1    | São Caetano                | 26–24 | 22–25 | 25–23 | 25–22 |       | 98–94 | Relatório |
| 20/11/2023 | 18:30 | Dentil Praia Clube | 3–0    | Brasília Vôlei             | 25–16 | 25–14 | 25–23 |       |       | 75–53 | Relatório |
| 21/11/2023 | 18:00 | Pinheiros          | 0–3    | Sesc RJ/Flamengo           | 21–25 | 12–25 | 20–25 |       |       | 53–75 | Relatório |
| 21/11/2023 | 20:00 | Sesi/Vôlei Bauru   | 3–1    | Fluminense                 | 25–19 | 25–18 | 19–25 | 25–21 |       | 94–83 | Relatório |
| 21/11/2023 | 21:00 | Unilife Maringá    | 1–3    | Gerdau Minas               | 23–25 | 18–25 | 25–17 | 21–25 |       | 87–92 | Relatório |
| 22/11/2023 | 21:00 | Barueri            | 0–3    | Osasco São Cristóvão Saúde | 16–25 | 20–25 | 17–25 |       |       | 53–75 | Relatório |

#### 4ª rodada
| Data       | Hora  |                            | Placar |                  | Set 1 | Set 2 | Set 3 | Set 4 | Set 5 | Total   | Relatório |
| ---------- | ----- | -------------------------- | ------ | ---------------- | ----- | ----- | ----- | ----- | ----- | ------- | --------- |
| 24/11/2023 | 21:00 | Fluminense                 | 3–1    | São Caetano      | 22–25 | 25–21 | 25–16 | 25–17 |       | 97–79   | Relatório |
| 25/11/2023 | 19:00 | Gerdau Minas               | 3–0    | Barueri          | 25–21 | 25–19 | 25–19 |       |       | 75–59   | Relatório |
| 26/11/2023 | 18:30 | Osasco São Cristóvão Saúde | 3–0    | Pinheiros        | 25–20 | 25–19 | 25–17 |       |       | 75–56   | Relatório |
| 27/11/2023 | 20:00 | Bluvôlei                   | 3–2    | Brasília Vôlei   | 31–29 | 19–25 | 25–19 | 18–25 | 15–9  | 108–107 | Relatório |
| 27/11/2023 | 21:00 | Sesc RJ/Flamengo           | 3–1    | Sesi/Vôlei Bauru | 25–23 | 25–17 | 24–26 | 25–21 |       | 99–87   | Relatório |
| 28/11/2023 | 18:30 | Dentil Praia Clube         | 3–0    | Unilife Maringá  | 25–21 | 25–21 | 25–20 |       |       | 75–62   | Relatório |

#### 5ª rodada
| Data       | Hora  |                  | Placar |                            | Set 1 | Set 2 | Set 3 | Set 4 | Set 5 | Total   | Relatório |
| ---------- | ----- | ---------------- | ------ | -------------------------- | ----- | ----- | ----- | ----- | ----- | ------- | --------- |
| 01/12/2023 | 18:30 | Brasília Vôlei   | 3–1    | São Caetano                | 21–25 | 25–12 | 25–10 | 25–11 |       | 96–58   | Relatório |
| 01/12/2023 | 19:30 | Unilife Maringá  | 3–0    | Bluvôlei                   | 25–18 | 25–23 | 25–21 |       |       | 75–62   | Relatório |
| 01/12/2023 | 21:00 | Fluminense       | 1–3    | Sesc RJ/Flamengo           | 29–27 | 15–25 | 22–25 | 20–25 |       | 86–102  | Relatório |
| 02/12/2023 | 18:30 | Pinheiros        | 0–3    | Gerdau Minas               | 21–25 | 17–25 | 19–25 |       |       | 57–75   | Relatório |
| 02/12/2023 | 21:00 | Barueri          | 2–3    | Dentil Praia Clube         | 25–22 | 21–25 | 25–20 | 20–25 | 12–15 | 103–107 | Relatório |
| 13/12/2023 | 21:00 | Sesi/Vôlei Bauru | 3–1    | Osasco São Cristóvão Saúde | 19–25 | 25–19 | 25–21 | 25–19 |       | 94–84   | Relatório |

#### 6ª rodada
| Data       | Hora  |                            | Placar |                  | Set 1 | Set 2 | Set 3 | Set 4 | Set 5 | Total  | Relatório |
| ---------- | ----- | -------------------------- | ------ | ---------------- | ----- | ----- | ----- | ----- | ----- | ------ | --------- |
| 07/12/2023 | 18:30 | São Caetano                | 0–3    | Sesc RJ/Flamengo | 15–25 | 15–25 | 16–25 |       |       | 46–75  | Relatório |
| 07/12/2023 | 18:30 | Dentil Praia Clube         | 3–1    | Pinheiros        | 25–21 | 25–20 | 19–25 | 25–21 |       | 94–87  | Relatório |
| 07/12/2023 | 21:00 | Gerdau Minas               | 3–0    | Sesi/Vôlei Bauru | 25–19 | 25–18 | 25–23 |       |       | 75–60  | Relatório |
| 08/12/2023 | 21:00 | Osasco São Cristóvão Saúde | 3–1    | Fluminense       | 29–27 | 22–25 | 25–21 | 25–23 |       | 101–96 | Relatório |
| 09/12/2023 | 18:30 | Unilife Maringá            | 3–1    | Brasília Vôlei   | 25–19 | 25–27 | 25–22 | 25–19 |       | 100–87 | Relatório |
| 09/12/2023 | 18:30 | Bluvôlei                   | 1–3    | Barueri          | 21–25 | 14–25 | 25–20 | 25–27 |       | 85–97  | Relatório |

#### 7ª rodada
| Data       | Hora  |                            | Placar |                    | Set 1 | Set 2 | Set 3 | Set 4 | Set 5 | Total   | Relatório |
| ---------- | ----- | -------------------------- | ------ | ------------------ | ----- | ----- | ----- | ----- | ----- | ------- | --------- |
| 10/11/2023 | 21:00 | Sesi/Vôlei Bauru           | 3–0    | Dentil Praia Clube | 25–23 | 25–19 | 25–16 |       |       | 75–58   | Relatório |
| 28/11/2023 | 21:00 | Fluminense                 | 3–2    | Gerdau Minas       | 22–25 | 27–25 | 25–21 | 22–25 | 15–8  | 111–104 | Relatório |
| 14/12/2023 | 18:30 | Barueri                    | 3–2    | Brasília Vôlei     | 26–24 | 21–25 | 27–29 | 25–20 | 15–11 | 114–109 | Relatório |
| 15/12/2023 | 18:30 | Pinheiros                  | 3–0    | Bluvôlei           | 25–20 | 25–21 | 25–19 |       |       | 75–60   | Relatório |
| 15/12/2023 | 18:30 | Unilife Maringá            | 3–0    | São Caetano        | 25–15 | 25–15 | 25–16 |       |       | 75–46   | Relatório |
| 22/12/2023 | 21:00 | Osasco São Cristóvão Saúde | 1–3    | Sesc RJ/Flamengo   | 25–16 | 18–25 | 14–25 | 18–25 |       | 75–91   | Relatório |

#### 8ª rodada
| Data       | Hora  |                    | Placar |                            | Set 1 | Set 2 | Set 3 | Set 4 | Set 5 | Total   | Relatório |
| ---------- | ----- | ------------------ | ------ | -------------------------- | ----- | ----- | ----- | ----- | ----- | ------- | --------- |
| 17/11/2023 | 21:00 | Dentil Praia Clube | 3–1    | Fluminense                 | 25–17 | 25–17 | 24–26 | 25–11 |       | 99–71   | Relatório |
| 18/11/2023 | 21:00 | Sesc RJ/Flamengo   | 2–3    | Gerdau Minas               | 17–25 | 25–23 | 25–23 | 17–25 | 9–15  | 93–111  | Relatório |
| 18/12/2023 | 21:00 | São Caetano        | 0–3    | Osasco São Cristóvão Saúde | 15–25 | 14–25 | 17–25 |       |       | 46–75   | Relatório |
| 20/12/2023 | 18:30 | Bluvôlei           | 1–3    | Sesi/Vôlei Bauru           | 17–25 | 25–12 | 15–25 | 21–25 |       | 78–87   | Relatório |
| 21/12/2023 | 18:30 | Brasília Vôlei     | 2–3    | Pinheiros                  | 25–19 | 18–25 | 25–17 | 23–25 | 13–15 | 104–101 | Relatório |
| 22/12/2023 | 19:30 | Unilife Maringá    | 3–2    | Barueri                    | 24–26 | 13–25 | 25–23 | 25–21 | 15–12 | 102–107 | Relatório |

#### 9ª rodada
| Data       | Hora  |                            | Placar |                    | Set 1 | Set 2 | Set 3 | Set 4 | Set 5 | Total | Relatório |
| ---------- | ----- | -------------------------- | ------ | ------------------ | ----- | ----- | ----- | ----- | ----- | ----- | --------- |
| 04/01/2024 | 21:00 | Sesi/Vôlei Bauru           | 3–1    | Brasília Vôlei     | 25–21 | 20–25 | 25–16 | 25–17 |       | 95–79 | Relatório |
| 05/01/2024 | 19:30 | Barueri                    | 3–0    | São Caetano        | 25–22 | 25–20 | 25–12 |       |       | 75–54 | Relatório |
| 05/01/2024 | 19:30 | Pinheiros                  | 0–3    | Unilife Maringá    | 23–25 | 25–27 | 21–25 |       |       | 69–77 | Relatório |
| 06/01/2024 | 18:00 | Fluminense                 | 3–0    | Bluvôlei           | 25–22 | 25–15 | 25–19 |       |       | 75–56 | Relatório |
| 06/01/2024 | 18:30 | Sesc RJ/Flamengo           | 3–0    | Dentil Praia Clube | 25–21 | 25–20 | 25–16 |       |       | 75–57 | Relatório |
| 06/01/2024 | 21:00 | Osasco São Cristóvão Saúde | 3–1    | Gerdau Minas       | 25–16 | 25–23 | 12–25 | 25–17 |       | 87–81 | Relatório |

#### 10ª rodada
| Data       | Hora  |                    | Placar |                            | Set 1 | Set 2 | Set 3 | Set 4 | Set 5 | Total  | Relatório |
| ---------- | ----- | ------------------ | ------ | -------------------------- | ----- | ----- | ----- | ----- | ----- | ------ | --------- |
| 09/01/2024 | 18:30 | Unilife Maringá    | 1–3    | Sesi/Vôlei Bauru           | 23–25 | 23–25 | 25–23 | 26–28 |       | 97–101 | Relatório |
| 09/01/2024 | 18:30 | Barueri            | 3–1    | Pinheiros                  | 25–23 | 19–25 | 25–20 | 25–23 |       | 94–91  | Relatório |
| 09/01/2024 | 18:30 | Brasília Vôlei     | 1–3    | Fluminense                 | 24–26 | 28–26 | 22–25 | 15–25 |       | 89–102 | Relatório |
| 09/01/2024 | 21:00 | Bluvôlei           | 1–3    | Sesc RJ/Flamengo           | 18–25 | 16–25 | 25–21 | 22–25 |       | 81–96  | Relatório |
| 10/01/2024 | 18:30 | São Caetano        | 1–3    | Gerdau Minas               | 20–25 | 15–25 | 25–23 | 23–25 |       | 83–98  | Relatório |
| 10/01/2024 | 21:00 | Dentil Praia Clube | 1–3    | Osasco São Cristóvão Saúde | 26–28 | 20–25 | 25–18 | 20–25 |       | 91–96  | Relatório |

#### 11ª rodada
| Data       | Hora  |                            | Placar |                    | Set 1 | Set 2 | Set 3 | Set 4 | Set 5 | Total   | Relatório |
| ---------- | ----- | -------------------------- | ------ | ------------------ | ----- | ----- | ----- | ----- | ----- | ------- | --------- |
| 19/12/2023 | 19:30 | Unilife Maringá            | 2–3    | Fluminense         | 20–25 | 24–26 | 25–19 | 25–18 | 14–16 | 108–104 | Relatório |
| 12/01/2024 | 21:00 | Sesc RJ/Flamengo           | 3–0    | Brasília Vôlei     | 25–20 | 25–17 | 25–20 |       |       | 75–57   | Relatório |
| 13/01/2024 | 16:00 | Pinheiros                  | 3–0    | São Caetano        | 25–17 | 25–23 | 25–11 |       |       | 75–51   | Relatório |
| 13/01/2024 | 21:00 | Sesi/Vôlei Bauru           | 0–3    | Barueri            | 21–25 | 19–25 | 14–25 |       |       | 54–75   | Relatório |
| 14/01/2024 | 16:00 | Gerdau Minas               | 2–3    | Dentil Praia Clube | 25–17 | 25–18 | 22–25 | 37–39 | 9–15  | 118–114 | Relatório |
| 14/01/2024 | 18:30 | Osasco São Cristóvão Saúde | 3–1    | Bluvôlei           | 25–18 | 25–17 | 18–25 | 25–18 |       | 93–78   | Relatório |

### Returno

#### 1ª rodada
| Data       | Hora  |                            | Placar |                    | Set 1 | Set 2 | Set 3 | Set 4 | Set 5 | Total  | Relatório |
| ---------- | ----- | -------------------------- | ------ | ------------------ | ----- | ----- | ----- | ----- | ----- | ------ | --------- |
| 17/01/2024 | 19:30 | Fluminense                 | 0–3    | Barueri            | 27–29 | 16–25 | 22–25 |       |       | 65–79  | Relatório |
| 17/01/2024 | 21:00 | São Caetano                | 0–3    | Dentil Praia Clube | 17–25 | 14–25 | 13–25 |       |       | 44–75  | Relatório |
| 18/01/2024 | 18:30 | Unilife Maringá            | 0–3    | Sesc RJ/Flamengo   | 20–25 | 20–25 | 15–25 |       |       | 55–75  | Relatório |
| 18/01/2024 | 21:00 | Osasco São Cristóvão Saúde | 3–0    | Brasília Vôlei     | 25–22 | 25–16 | 25–22 |       |       | 75–60  | Relatório |
| 19/01/2024 | 18:30 | Sesi/Vôlei Bauru           | 3–0    | Pinheiros          | 29–27 | 25–17 | 25–20 |       |       | 79–64  | Relatório |
| 19/01/2024 | 21:00 | Bluvôlei                   | 2–3    | Gerdau Minas       | 13–25 | 25–21 | 24–26 | 25–21 | 10–15 | 97–108 | Relatório |

#### 2ª rodada
| Data       | Hora  |                  | Placar |                            | Set 1 | Set 2 | Set 3 | Set 4 | Set 5 | Total   | Relatório |
| ---------- | ----- | ---------------- | ------ | -------------------------- | ----- | ----- | ----- | ----- | ----- | ------- | --------- |
| 25/01/2024 | 18:30 | Brasília Vôlei   | 3–2    | Gerdau Minas               | 25–27 | 25–20 | 25–18 | 22–25 | 15–11 | 112–101 | Relatório |
| 25/01/2024 | 21:00 | Unilife Maringá  | 1–3    | Osasco São Cristóvão Saúde | 22–25 | 25–23 | 21–25 | 19–25 |       | 87–98   | Relatório |
| 26/01/2024 | 18:30 | Pinheiros        | 3–1    | Fluminense                 | 26–24 | 25–23 | 22–25 | 25–22 |       | 98–94   | Relatório |
| 26/01/2024 | 21:00 | Barueri          | 0–3    | Sesc RJ/Flamengo           | 15–25 | 21–25 | 15–25 |       |       | 51–75   | Relatório |
| 27/01/2024 | 18:00 | Bluvôlei         | 2–3    | Dentil Praia Clube         | 29–27 | 25–15 | 24–26 | 18–25 | 11–15 | 107–108 | Relatório |
| 27/01/2024 | 21:00 | Sesi/Vôlei Bauru | 3–0    | São Caetano                | 25–9  | 25–16 | 25–10 |       |       | 75–35   | Relatório |

#### 3ª rodada
| Data       | Hora  |                            | Placar |                    | Set 1 | Set 2 | Set 3 | Set 4 | Set 5 | Total   | Relatório |
| ---------- | ----- | -------------------------- | ------ | ------------------ | ----- | ----- | ----- | ----- | ----- | ------- | --------- |
| 31/01/2024 | 19:30 | Fluminense                 | 3–1    | Sesi/Vôlei Bauru   | 25–20 | 22–25 | 25–15 | 25–22 |       | 97–82   | Relatório |
| 01/02/2024 | 18:30 | Gerdau Minas               | 3–0    | Unilife Maringá    | 25–16 | 25–23 | 25–16 |       |       | 75–55   | Relatório |
| 01/02/2024 | 21:00 | Sesc RJ/Flamengo           | 3–0    | Pinheiros          | 25–17 | 25–16 | 25–19 |       |       | 75–52   | Relatório |
| 02/02/2024 | 18:30 | São Caetano                | 0–3    | Bluvôlei           | 16–25 | 21–25 | 17–25 |       |       | 54–75   | Relatório |
| 02/02/2024 | 21:00 | Osasco São Cristóvão Saúde | 3–0    | Barueri            | 25–16 | 25–22 | 25–17 |       |       | 75–55   | Relatório |
| 03/02/2024 | 18:30 | Brasília Vôlei             | 2–3    | Dentil Praia Clube | 25–21 | 25–21 | 18–25 | 23–25 | 12–15 | 103–107 | Relatório |

#### 4ª rodada
| Data       | Hora  |                  | Placar |                            | Set 1 | Set 2 | Set 3 | Set 4 | Set 5 | Total  | Relatório |
| ---------- | ----- | ---------------- | ------ | -------------------------- | ----- | ----- | ----- | ----- | ----- | ------ | --------- |
| 05/02/2024 | 21:00 | Sesi/Vôlei Bauru | 0–3    | Sesc RJ/Flamengo           | 11–25 | 22–25 | 19–25 |       |       | 52–75  | Relatório |
| 06/02/2024 | 18:30 | Barueri          | 3–2    | Gerdau Minas               | 25–22 | 25–22 | 15–25 | 17–25 | 15–9  | 97–103 | Relatório |
| 06/02/2024 | 20:00 | Brasília Vôlei   | 1–3    | Bluvôlei                   | 25–18 | 23–25 | 24–26 | 26–28 |       | 98–97  | Relatório |
| 06/02/2024 | 21:00 | Pinheiros        | 2–3    | Osasco São Cristóvão Saúde | 25–19 | 19–25 | 25–18 | 19–25 | 3–15  | 91–102 | Relatório |
| 07/02/2024 | 18:30 | São Caetano      | 0–3    | Fluminense                 | 12–25 | 16–25 | 20–25 |       |       | 48–75  | Relatório |
| 07/02/2024 | 21:00 | Unilife Maringá  | 0–3    | Dentil Praia Clube         | 17–25 | 23–25 | 18–25 |       |       | 58–75  | Relatório |

#### 5ª rodada
| Data       | Hora  |                            | Placar |                  | Set 1 | Set 2 | Set 3 | Set 4 | Set 5 | Total  | Relatório |
| ---------- | ----- | -------------------------- | ------ | ---------------- | ----- | ----- | ----- | ----- | ----- | ------ | --------- |
| 10/02/2024 | 18:30 | Gerdau Minas               | 3–1    | Pinheiros        | 15–25 | 25–18 | 25–22 | 25–14 |       | 90–79  | Relatório |
| 10/02/2024 | 21:00 | Dentil Praia Clube         | 3–0    | Barueri          | 25–13 | 25–15 | 25–12 |       |       | 75–40  | Relatório |
| 11/02/2024 | 19:00 | Osasco São Cristóvão Saúde | 3–0    | Sesi/Vôlei Bauru | 25–17 | 25–20 | 25–16 |       |       | 75–53  | Relatório |
| 16/02/2024 | 18:30 | São Caetano                | 0–3    | Brasília Vôlei   | 16–25 | 19–25 | 16–25 |       |       | 51–75  | Relatório |
| 16/02/2024 | 21:00 | Sesc RJ/Flamengo           | 3–1    | Fluminense       | 25–23 | 25–12 | 23–25 | 25–16 |       | 98–76  | Relatório |
| 17/02/2024 | 19:30 | Bluvôlei                   | 3–1    | Unilife Maringá  | 27–25 | 25–27 | 25–16 | 25–20 |       | 102–88 | Relatório |

#### 6ª rodada
| Data       | Hora  |                  | Placar |                            | Set 1 | Set 2 | Set 3 | Set 4 | Set 5 | Total  | Relatório |
| ---------- | ----- | ---------------- | ------ | -------------------------- | ----- | ----- | ----- | ----- | ----- | ------ | --------- |
| 21/02/2024 | 18:30 | Brasília Vôlei   | 3–0    | Unilife Maringá            | 25–22 | 25–19 | 27–25 |       |       | 77–66  | Relatório |
| 21/02/2024 | 21:00 | Fluminense       | 1–3    | Osasco São Cristóvão Saúde | 15–25 | 23–25 | 25–14 | 17–25 |       | 80–89  | Relatório |
| 22/02/2024 | 18:00 | Barueri          | 2–3    | Bluvôlei                   | 20–25 | 25–14 | 25–20 | 19–25 | 12–15 | 101–99 | Relatório |
| 22/02/2024 | 21:00 | Pinheiros        | 0–3    | Dentil Praia Clube         | 16–25 | 20–25 | 15–25 |       |       | 51–75  | Relatório |
| 23/02/2024 | 18:30 | Sesi/Vôlei Bauru | 1–3    | Gerdau Minas               | 24–26 | 25–18 | 19–25 | 19–25 |       | 87–94  | Relatório |
| 23/02/2024 | 21:00 | Sesc RJ/Flamengo | 3–0    | São Caetano                | 25–20 | 25–11 | 25–18 |       |       | 75–49  | Relatório |

#### 7ª rodada
| Data       | Hora  |                    | Placar |                            | Set 1 | Set 2 | Set 3 | Set 4 | Set 5 | Total   | Relatório |
| ---------- | ----- | ------------------ | ------ | -------------------------- | ----- | ----- | ----- | ----- | ----- | ------- | --------- |
| 26/02/2024 | 21:00 | Brasília Vôlei     | 3–1    | Barueri                    | 25–22 | 22–25 | 25–10 | 25–17 |       | 97–74   | Relatório |
| 27/02/2024 | 18:30 | São Caetano        | 0–3    | Unilife Maringá            | 20–25 | 13–25 | 21–25 |       |       | 54–75   | Relatório |
| 27/02/2024 | 21:00 | Sesc RJ/Flamengo   | 2–3    | Osasco São Cristóvão Saúde | 25–27 | 25–17 | 25–22 | 21–25 | 7–15  | 103–106 | Relatório |
| 28/02/2024 | 18:30 | Dentil Praia Clube | 3–1    | Sesi/Vôlei Bauru           | 25–16 | 25–22 | 21–25 | 25–13 |       | 96–76   | Relatório |
| 28/02/2024 | 20:00 | Bluvôlei           | 2–3    | Pinheiros                  | 20–25 | 25–18 | 25–16 | 23–25 | 9–15  | 102–99  | Relatório |
| 28/02/2024 | 21:00 | Gerdau Minas       | 3–1    | Fluminense                 | 25–21 | 23–25 | 25–21 | 25–23 |       | 98–90   | Relatório |

#### 8ª rodada
| Data       | Hora  |                            | Placar |                    | Set 1 | Set 2 | Set 3 | Set 4 | Set 5 | Total   | Relatório |
| ---------- | ----- | -------------------------- | ------ | ------------------ | ----- | ----- | ----- | ----- | ----- | ------- | --------- |
| 06/03/2024 | 21:00 | Barueri                    | 1–3    | Unilife Maringá    | 25–23 | 22–25 | 15–25 | 20–25 |       | 82–98   | Relatório |
| 07/03/2024 | 18:30 | Pinheiros                  | 3–2    | Brasília Vôlei     | 28–26 | 23–25 | 19–25 | 25–23 | 15–8  | 110–107 | Relatório |
| 07/03/2024 | 21:00 | Sesi/Vôlei Bauru           | 3–0    | Bluvôlei           | 25–11 | 25–23 | 25–21 |       |       | 75–55   | Relatório |
| 08/03/2024 | 18:30 | Osasco São Cristóvão Saúde | 3–0    | São Caetano        | 25–17 | 25–17 | 25–23 |       |       | 75–57   | Relatório |
| 08/03/2024 | 21:00 | Gerdau Minas               | 1–3    | Sesc RJ/Flamengo   | 15–25 | 25–17 | 17–25 | 21–25 |       | 78–92   | Relatório |
| 09/03/2024 | 21:00 | Fluminense                 | 3–2    | Dentil Praia Clube | 28–26 | 19–25 | 25–20 | 15–25 | 15–10 | 102–106 | Relatório |

#### 9ª rodada
| Data       | Hora  |                    | Placar |                            | Set 1 | Set 2 | Set 3 | Set 4 | Set 5 | Total   | Relatório |
| ---------- | ----- | ------------------ | ------ | -------------------------- | ----- | ----- | ----- | ----- | ----- | ------- | --------- |
| 11/03/2024 | 21:00 | Brasília Vôlei     | 3–0    | Sesi/Vôlei Bauru           | 27–25 | 25–19 | 25–21 |       |       | 77–65   | Relatório |
| 12/03/2024 | 18:30 | São Caetano        | 0–3    | Barueri                    | 21–25 | 21–25 | 17–25 |       |       | 59–75   | Relatório |
| 12/03/2024 | 19:30 | Unilife Maringá    | 2–3    | Pinheiros                  | 25–20 | 24–26 | 21–25 | 26–24 | 15–17 | 111–112 | Relatório |
| 12/03/2024 | 21:00 | Gerdau Minas       | 2–3    | Osasco São Cristóvão Saúde | 25–23 | 25–22 | 21–25 | 21–25 | 12–15 | 104–110 | Relatório |
| 13/03/2024 | 18:30 | Bluvôlei           | 2–3    | Fluminense                 | 26–24 | 26–24 | 21–25 | 21–25 | 12–15 | 106–113 | Relatório |
| 13/03/2024 | 21:00 | Dentil Praia Clube | 0–3    | Sesc RJ/Flamengo           | 25–27 | 20–25 | 23–25 |       |       | 68–77   | Relatório |

#### 10ª rodada
| Data       | Hora  |                            | Placar |                    | Set 1 | Set 2 | Set 3 | Set 4 | Set 5 | Total  | Relatório |
| ---------- | ----- | -------------------------- | ------ | ------------------ | ----- | ----- | ----- | ----- | ----- | ------ | --------- |
| 16/03/2024 | 18:30 | Sesi/Vôlei Bauru           | 3–0    | Unilife Maringá    | 25–14 | 25–21 | 25–16 |       |       | 75–51  | Relatório |
| 16/03/2024 | 21:00 | Gerdau Minas               | 3–0    | São Caetano        | 25–14 | 25–18 | 25–18 |       |       | 75–50  | Relatório |
| 17/03/2024 | 18:30 | Osasco São Cristóvão Saúde | 1–3    | Dentil Praia Clube | 15–25 | 25–21 | 35–37 | 20–25 |       | 95–108 | Relatório |
| 18/03/2024 | 18:30 | Sesc RJ/Flamengo           | 3–0    | Bluvôlei           | 25–21 | 25–15 | 25–21 |       |       | 75–57  | Relatório |
| 18/03/2024 | 19:30 | Fluminense                 | 3–2    | Brasília Vôlei     | 25–18 | 19–25 | 14–25 | 25–21 | 15–10 | 98–99  | Relatório |
| 18/03/2024 | 21:00 | Pinheiros                  | 3–0    | Barueri            | 25–22 | 25–23 | 25–22 |       |       | 75–67  | Relatório |

#### 11ª rodada
| Data       | Hora  |                    | Placar |                            | Set 1 | Set 2 | Set 3 | Set 4 | Set 5 | Total | Relatório |
| ---------- | ----- | ------------------ | ------ | -------------------------- | ----- | ----- | ----- | ----- | ----- | ----- | --------- |
| 22/03/2024 | 21:00 | São Caetano        | 0–3    | Pinheiros                  | 19–25 | 17–25 | 21–25 |       |       | 57–75 | Relatório |
| 22/03/2024 | 21:00 | Barueri            | 0–3    | Sesi/Vôlei Bauru           | 17–25 | 18–25 | 24–26 |       |       | 59–76 | Relatório |
| 22/03/2024 | 21:00 | Fluminense         | 3–0    | Unilife Maringá            | 25–18 | 25–23 | 25–15 |       |       | 75–56 | Relatório |
| 22/03/2024 | 21:00 | Brasília Vôlei     | 1–3    | Sesc RJ/Flamengo           | 12–25 | 13–25 | 25–21 | 21–25 |       | 71–96 | Relatório |
| 22/03/2024 | 21:00 | Bluvôlei           | 0–3    | Osasco São Cristóvão Saúde | 21–25 | 13–25 | 23–25 |       |       | 57–75 | Relatório |
| 22/03/2024 | 21:00 | Dentil Praia Clube | 0–3    | Gerdau Minas               | 23–25 | 23–25 | 21–25 |       |       | 67–75 | Relatório |

## Playoffs
|  | Quartas de final         | Quartas de final           | Quartas de final         | Quartas de final         | Quartas de final         |   |                    | Semifinais                 | Semifinais      | Semifinais      | Semifinais      | Semifinais      |  |  | Final       | Final              | Final       | Final       | Final       | Final       | Final       |
|  | 26 de março a 2 de abril | 26 de março a 2 de abril   | 26 de março a 2 de abril | 26 de março a 2 de abril | 26 de março a 2 de abril |   |                    | 8 a 12 de abril            | 8 a 12 de abril | 8 a 12 de abril | 8 a 12 de abril | 8 a 12 de abril |  |  | 21 de abril | 21 de abril        | 21 de abril | 21 de abril | 21 de abril | 21 de abril | 21 de abril |
|  |                          |                            |                          |                          |                          |   |                    |                            |                 |                 |                 |                 |  |  |             |                    |             |             |             |             |             |
|  | 1°                       | Sesc RJ/Flamengo           | 3                        | 3                        | -                        |   |                    |                            |                 |                 |                 |                 |  |  |             |                    |             |             |             |             |             |
|  | 8°                       | Barueri VC                 | 1                        | 0                        | -                        |   |                    |                            |                 |                 |                 |                 |  |  |             |                    |             |             |             |             |             |
|  | 8°                       | Barueri VC                 | 1                        | 0                        | -                        |   | 1°                 | Sesc RJ/Flamengo           | 2               | 1               | -               |                 |  |  |             |                    |             |             |             |             |             |
|  |                          |                            |                          |                          |                          |   | 1°                 | Sesc RJ/Flamengo           | 2               | 1               | -               |                 |  |  |             |                    |             |             |             |             |             |
|  |                          | 4º                         | Dentil Praia Clube       | 3                        | 3                        | - |                    |                            |                 |                 |                 |                 |  |  |             |                    |             |             |             |             |             |
|  | 4°                       | 4º                         | Dentil Praia Clube       | 3                        | 3                        | - | Dentil Praia Clube | 3                          | 2               | 3               |                 |                 |  |  |             |                    |             |             |             |             |             |
|  | 4°                       |                            |                          |                          |                          |   | Dentil Praia Clube | 3                          | 2               | 3               |                 |                 |  |  |             |                    |             |             |             |             |             |
|  | 5°                       | Sesi/Vôlei Bauru           | 2                        | 3                        | 2                        |   |                    |                            |                 |                 |                 |                 |  |  |             |                    |             |             |             |             |             |
|  |                          |                            |                          |                          |                          |   |                    |                            |                 |                 |                 |                 |  |  | 4º          | Dentil Praia Clube | 1           |             |             |             |             |
|  |                          |                            | 3°                       | Gerdau Minas             | 3                        |   |                    |                            |                 |                 |                 |                 |  |  |             |                    |             |             |             |             |             |
|  | 2°                       | Osasco São Cristóvão Saúde | 3                        | 3                        | -                        |   |                    |                            |                 |                 |                 |                 |  |  |             |                    |             |             |             |             |             |
|  | 7°                       | EC Pinheiros               | 0                        | 2                        | -                        |   |                    |                            |                 |                 |                 |                 |  |  |             |                    |             |             |             |             |             |
|  | 7°                       | EC Pinheiros               | 0                        | 2                        | -                        |   | 2°                 | Osasco São Cristóvão Saúde | 1               | 1               | -               |                 |  |  |             |                    |             |             |             |             |             |
|  |                          |                            |                          |                          |                          |   | 2°                 | Osasco São Cristóvão Saúde | 1               | 1               | -               |                 |  |  |             |                    |             |             |             |             |             |
|  |                          | 3°                         | Gerdau Minas             | 3                        | 3                        | - |                    |                            |                 |                 |                 |                 |  |  |             |                    |             |             |             |             |             |
|  | 3°                       | 3°                         | Gerdau Minas             | 3                        | 3                        | - | Gerdau Minas       | 3                          | 3               | -               |                 |                 |  |  |             |                    |             |             |             |             |             |
|  | 3°                       |                            |                          |                          |                          |   | Gerdau Minas       | 3                          | 3               | -               |                 |                 |  |  |             |                    |             |             |             |             |             |
|  | 6°                       | Fluminense                 | 0                        | 0                        | -                        |   |                    |                            |                 |                 |                 |                 |  |  |             |                    |             |             |             |             |             |

### Quartas de final
| Data      | Hora    |                            | Placar  |                            | Set 1   | Set 2   | Set 3   | Set 4   | Set 5   | Total   | Relatório |
| 1º x 8º   | 1º x 8º | 1º x 8º                    | 1º x 8º | 1º x 8º                    | 1º x 8º | 1º x 8º | 1º x 8º | 1º x 8º | 1º x 8º | 1º x 8º | 1º x 8º   |
| --------- | ------- | -------------------------- | ------- | -------------------------- | ------- | ------- | ------- | ------- | ------- | ------- | --------- |
| 27/3/2024 | 18:30   | Barueri VC                 | 1–3     | Sesc RJ/Flamengo           | 15–25   | 20–25   | 25–20   | 17–25   |         | 77–95   | Relatório |
| 30/3/2024 | 19:00   | Sesc RJ/Flamengo           | 3–0     | Barueri VC                 | 25–16   | 25–19   | 25–14   |         |         | 75–49   | Relatório |
| 2º x 7º   |         |                            |         |                            |         |         |         |         |         |         |           |
| 27/3/2024 | 21:00   | Osasco São Cristóvão Saúde | 3–0     | EC Pinheiros               | 25–16   | 26–24   | 25–21   |         |         | 76–61   | Relatório |
| 30/3/2024 | 21:30   | EC Pinheiros               | 2–3     | Osasco São Cristóvão Saúde | 25–22   | 20–25   | 15–25   | 25–15   | 13–15   | 98–102  | Relatório |
| 3º x 6º   |         |                            |         |                            |         |         |         |         |         |         |           |
| 26/3/2024 | 21:00   | Gerdau Minas               | 3–0     | Fluminense                 | 25–15   | 25–17   | 28–26   |         |         | 78–58   | Relatório |
| 29/3/2024 | 21:00   | Fluminense                 | 0–3     | Gerdau Minas               | 25–27   | 20–25   | 22–25   |         |         | 67–77   | Relatório |
| 4º x 5º   |         |                            |         |                            |         |         |         |         |         |         |           |
| 26/3/2024 | 19:00   | Dentil Praia Clube         | 3–2     | Sesi/Vôlei Bauru           | 16–25   | 18–25   | 25–23   | 25–19   | 15–11   | 99–103  | Relatório |
| 29/3/2024 | 18:30   | Sesi/Vôlei Bauru           | 3–2     | Dentil Praia Clube         | 21–25   | 19–25   | 25–23   | 25–21   | 15–9    | 105–103 | Relatório |
| 2/4/2024  | 20:00   | Dentil Praia Clube         | 3–2     | Sesi/Vôlei Bauru           | 25–17   | 25–16   | 21–25   | 24–26   | 15–12   | 110–96  | Relatório |

### Semifinais
| Data      | Hora    |                            | Placar  |                            | Set 1   | Set 2   | Set 3   | Set 4   | Set 5   | Total   | Relatório |
| 1º x 4º   | 1º x 4º | 1º x 4º                    | 1º x 4º | 1º x 4º                    | 1º x 4º | 1º x 4º | 1º x 4º | 1º x 4º | 1º x 4º | 1º x 4º | 1º x 4º   |
| --------- | ------- | -------------------------- | ------- | -------------------------- | ------- | ------- | ------- | ------- | ------- | ------- | --------- |
| 8/4/2024  | 18:30   | Dentil Praia Clube         | 3–2     | Sesc RJ/Flamengo           | 19–25   | 25–20   | 25–19   | 22–25   | 15–9    | 106–98  | Relatório |
| 12/4/2024 | 18:30   | Sesc RJ/Flamengo           | 1–3     | Dentil Praia Clube         | 25–23   | 16–25   | 20–25   | 21–25   |         | 82–98   | Relatório |
| 2º x 3º   |         |                            |         |                            |         |         |         |         |         |         |           |
| 8/4/2024  | 21:30   | Osasco São Cristóvão Saúde | 1–3     | Gerdau Minas               | 20–25   | 18–25   | 25–22   | 20–25   |         | 83–97   | Relatório |
| 12/4/2024 | 21:30   | Gerdau Minas               | 3–1     | Osasco São Cristóvão Saúde | 25–23   | 25–18   | 15–25   | 37–35   |         | 102–101 | Relatório |

### Final
| Data      | Hora  |                    | Placar |              | Set 1 | Set 2 | Set 3 | Set 4 | Set 5 | Total | Relatório |
| --------- | ----- | ------------------ | ------ | ------------ | ----- | ----- | ----- | ----- | ----- | ----- | --------- |
| 21/4/2024 | 10:00 | Dentil Praia Clube | 1–3    | Gerdau Minas | 23–25 | 25–21 | 16–25 | 21–25 |       | 85–96 | Relatório |

## Classificação final
| Posição           | Equipe                     | Classificação/rebaixamento      |
| ----------------- | -------------------------- | ------------------------------- |
| Medalha de ouro   | Gerdau Minas               | Sul-Americano de Clubes de 2025 |
| Medalha de prata  | Dentil Praia Clube         | Superliga Série A de 2024–25    |
| Medalha de bronze | Sesc RJ/Flamengo           | Superliga Série A de 2024–25    |
| 4                 | Osasco São Cristóvão Saúde | Superliga Série A de 2024–25    |
| 5                 | Sesi/Vôlei Bauru           | Superliga Série A de 2024–25    |
| 6                 | Fluminense                 | Superliga Série A de 2024–25    |
| 7                 | EC Pinheiros               | Superliga Série A de 2024–25    |
| 8                 | Barueri VC                 | Superliga Série A de 2024–25    |
| 9                 | Unilife Maringá            | Superliga Série A de 2024–25    |
| 10                | Brasília Vôlei             | Superliga Série A de 2024–25    |
| 11                | Bluvôlei/Furb/SME          | Superliga Série B de 2025       |
| 12                | AA São Caetano             | Superliga Série B de 2025       |

| Superliga Série A de 2023–24      |
| Minas Gerais                      |
| --------------------------------- |
| Gerdau Minas Campeão (5.º título) |

| Elenco |
| --- |
| Francine Tomazoni, Carol Gattaz, Victoria Castelloes, Pri Daroit, Thaísa Daher , Nyeme Costa, Júlia Kudiess, Kisy, Jenna Gray, Annie Mitchem, Larisa Ferreira, Luiza Vicente, Yonkaira Peña, Rebeca Camile |
| Técnico |
| Nicola Negro |

### Seleção da Superliga
As atletas, técnico e árbitro que se destacaram individualmente foram.:
| Posição                         | Jogador              | Equipe                     |
| ------------------------------- | -------------------- | -------------------------- |
| MVP                             | Kisy                 | Gerdau Minas               |
| Melhor oposto                   | Kisy                 | Gerdau Minas               |
| 1º melhor ponteira              | Veronica Jones-Perry | Sesc RJ/Flamengo           |
| 2º melhor ponteira              | Sofya Kuznetsova     | Dentil Praia Clube         |
| 1º melhor central               | Adenízia             | Dentil Praia Clube         |
| 2º melhor central               | Thaísa Daher         | Gerdau Minas               |
| Melhor levantadora              | Brie King            | Sesc RJ/Flamengo           |
| Melhor líbero                   | Camila Brait         | Osasco/São Cristóvão Saúde |
| MVP da Final (Troféu VivaVôlei) | Yonkaira Peña        | Gerdau Minas               |
| Atleta revelação                | Júlia Kudiess        | Gerdau Minas               |
| Melhor técnico                  | Nicola Negro         | Gerdau Minas               |
| Melhor árbitro                  | Marcelo Leandro      | Federação de Vôlei do Rio  |

## Estatísticas
| Rank | Jogador    | Clube                      | Pontos |
| ---- | ---------- | -------------------------- | ------ |
| 1    | Kuznetsova | Dentil Praia Clube         | 499    |
| 2    | Tifanny    | Osasco/São Cristóvão Saúde | 463    |
| 3    | Kisy       | Gerdau Minas               | 463    |
| 4    | Roni       | Sesc RJ/Flamengo           | 414    |
| 5    | Uzelac     | Fluminense                 | 408    |

| Rank | Jogador       | Clube              | Pontos |
| ---- | ------------- | ------------------ | ------ |
| 1    | Adenízia      | Dentil Praia Clube | 103    |
| 2    | Júlia Kudiess | Gerdau Minas       | 88     |
| 3    | Luzia Nezzo   | Barueri            | 76     |
| 4    | Thaísa        | Gerdau Minas       | 73     |
| 5    | Mayany        | Sesi/Vôlei Bauru   | 70     |

### Melhor sacadora
- Atualizado até 21 de abril de 2024

| Rank | Jogador           | Clube              | Pontos |
| ---- | ----------------- | ------------------ | ------ |
| 1    | Aleksandra Uzelac | Fluminense         | 32     |
| 2    | Sofya Kuznetsova  | Dentil Praia Clube | 32     |
| 2    | Roni Perry        | Sesc RJ/Flamengo   | 30     |
| 4    | Dani Lins         | Sesi/Vôlei Bauru   | 26     |
| 5    | Thaísa            | Gerdau Minas       | 25     |

Pontos marcados no saque ace. Fonte: CBV